# Isserpent
Isserpent est une commune rurale française, située sur les contreforts de la Montagne bourbonnaise, dans le sud-est du département de l'Allier, en région Auvergne-Rhône-Alpes.
En 2022, elle comptait 560 habitants appelés les Isserpentois et les Isserpentoises.

## Géographie

### Localisation
La commune est située au sud du canton de Lapalisse (avant le redécoupage cantonal de 2014) dans le sud-est du département de l'Allier. Dans sa partie haute, certains lieux accusent plus de 500 mètres d'altitude et appartiennent à la Montagne bourbonnaise.
Cinq communes sont limitrophes :
|                                 |            | Le Breuil       |
| Saint-Christophe-en-Bourbonnais | Isserpent  |                 |

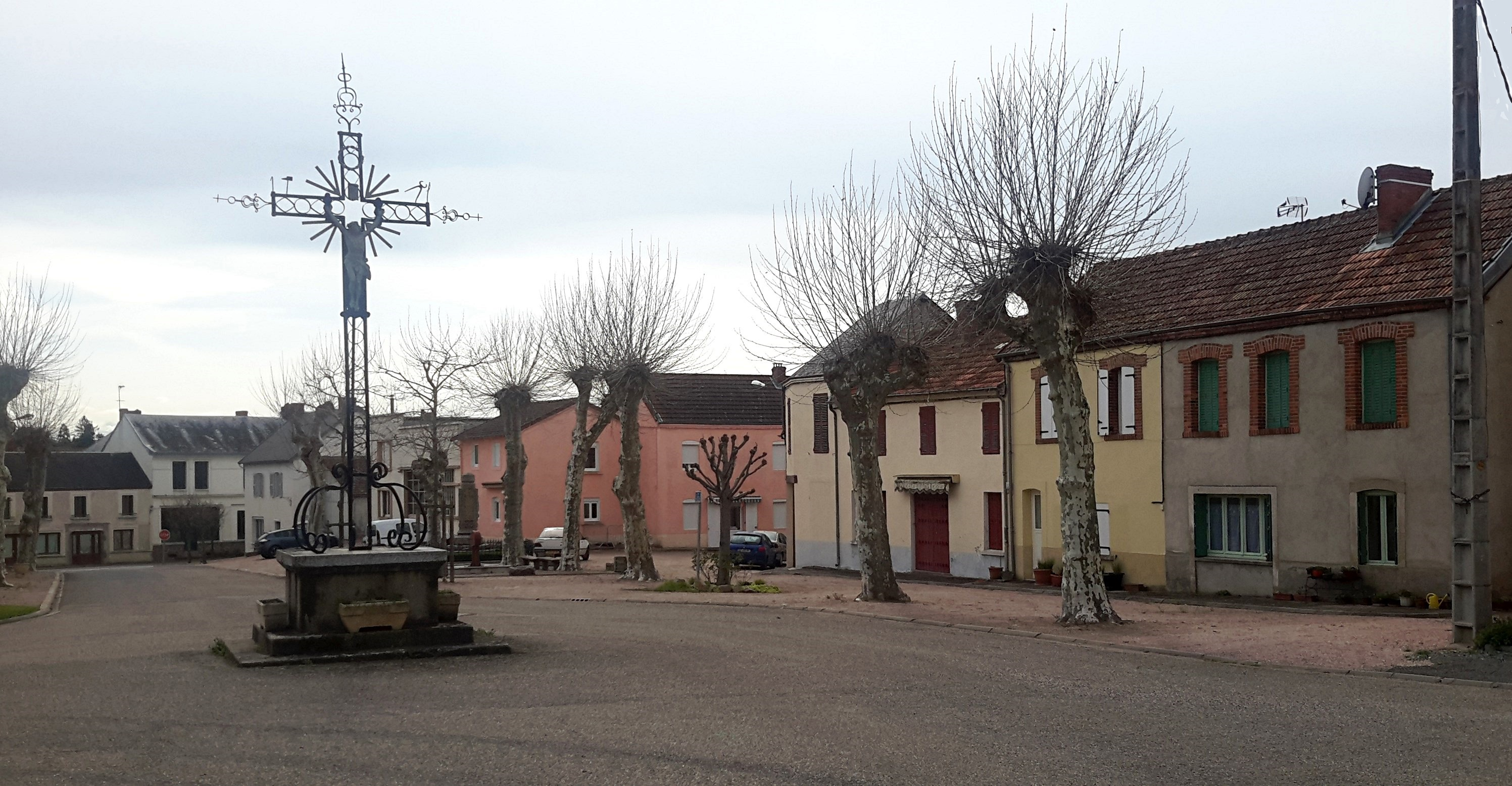
Centre du bourg.

| Molles                          | Nizerolles | Châtel-Montagne |

### Hydrographie
Trois ruisseaux parcourent le territoire de la commune :
- le Mourgon, anciennement Mourgon le mort, issu des prés de la Gatte et du Bois Raymond, qui réunit ses deux branches au-dessous du village des Bois-Dieu. Il se déverse dans l'Allier à hauteur de Saint-Germain-des-Fossés ;
- le Jolan, confinant Nizerolles et Molles, se dirige vers l'ouest, à travers des gorges mouvementées, affluent du Sichon à Cusset ;
- le Brenaset ou ruisseau de Tacard coule sur les limites de Saint-Christophe. Il reçoit sur sa gauche le Saint-Martin et les nombreuses sources éparses dans les bois de Bulletière, Moulin et des Arnefaux, et sur la droite celles du bois Rouge, des Vêles et la gace de Neuville. Affluent de la Besbre, il lui porte ses eaux dans les environs du pont Foucaud sur la commune de Saint-Prix.

### Climat
Pour des articles plus généraux, voir Climat d'Auvergne-Rhône-Alpes et Climat de l'Allier.
En 2010, le climat de la commune est de type climat océanique dégradé des plaines du Centre et du Nord, selon une étude du CNRS s'appuyant sur une série de données couvrant la période 1971-2000. En 2020, Météo-France publie une typologie des climats de la France métropolitaine dans laquelle la commune est exposée à un climat de montagne ou de marges de montagne et est dans la région climatique Centre et contreforts nord du Massif Central, caractérisée par un air sec en été et un bon ensoleillement.
Pour la période 1971-2000, la température annuelle moyenne est de 10,8 °C, avec une amplitude thermique annuelle de 16,1 °C. Le cumul annuel moyen de précipitations est de 885 mm, avec 11 jours de précipitations en janvier et 7,9 jours en juillet. Pour la période 1991-2020, la température moyenne annuelle observée sur la station météorologique de Météo-France la plus proche, sur la commune d'Arfeuilles à 9 km à vol d'oiseau, est de 11,2 °C et le cumul annuel moyen de précipitations est de 951,6 mm,. Pour l'avenir, les paramètres climatiques de la commune estimés pour 2050 selon différents scénarios d'émission de gaz à effet de serre sont consultables sur un site dédié publié par Météo-France en novembre 2022.

## Urbanisme

### Typologie
Au 1er janvier 2024, Isserpent est catégorisée commune rurale à habitat très dispersé, selon la nouvelle grille communale de densité à 7 niveaux définie par l'Insee en 2022.
Elle est située hors unité urbaine. Par ailleurs la commune fait partie de l'aire d'attraction de Vichy, dont elle est une commune de la couronne,. Cette aire, qui regroupe 50 communes, est catégorisée dans les aires de 50 000 à moins de 200 000 habitants,.

### Occupation des sols

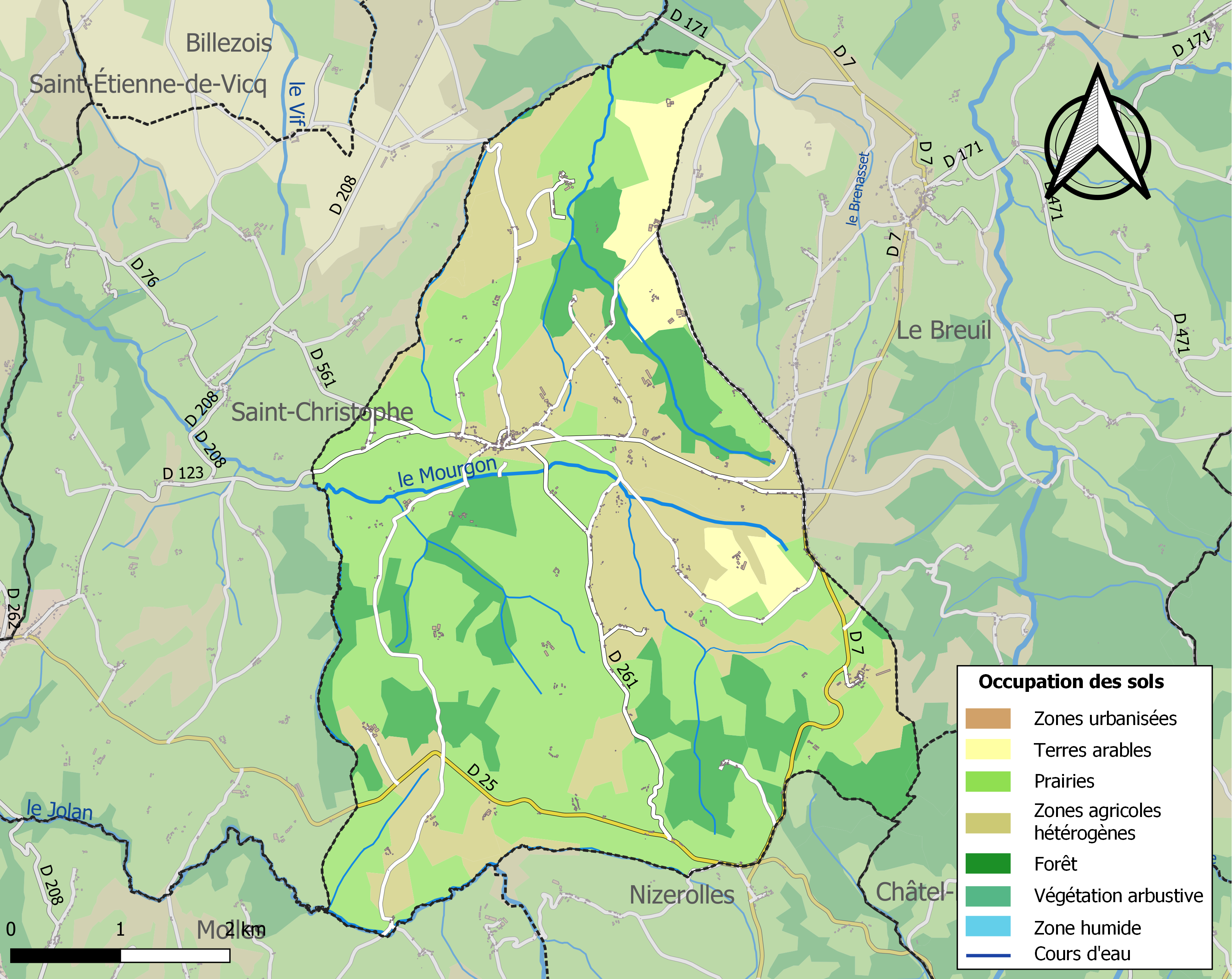
Carte des infrastructures et de l'occupation des sols de la commune en 2018 (CLC).

L'occupation des sols de la commune, telle qu'elle ressort de la base de données européenne d’occupation biophysique des sols Corine Land Cover (CLC), est marquée par l'importance des territoires agricoles (83 % en 2018), une proportion sensiblement équivalente à celle de 1990 (82,7 %). La répartition détaillée en 2018 est la suivante : prairies (49,6 %), zones agricoles hétérogènes (28 %), forêts (17 %), terres arables (5,5 %).
L'IGN met par ailleurs à disposition un outil en ligne permettant de comparer l’évolution dans le temps de l’occupation des sols de la commune (ou de territoires à des échelles différentes). Plusieurs époques sont accessibles sous forme de cartes ou photos aériennes : la carte de Cassini (XVIIIe siècle), la carte d'état-major (1820-1866) et la période actuelle (1950 à aujourd'hui).

### Voies de communication et transports
Les routes départementales RD7 (de Lapalisse au Mayet-de-Montagne), RD25 (de Cusset à Châtel-Montagne), RD123 (de La Bruyère, lieu-dit entre Saint-Christophe et Saint-Étienne-de-Vicq, à la RD 7 au sud du Breuil), RD261 (du chef-lieu de la commune au village du Grand Chemin, sur la RD 25) et RD561 (du hameau du Souchet à celui de Jean Mallet, sur la commune voisine de Saint-Christophe) desservent la commune.

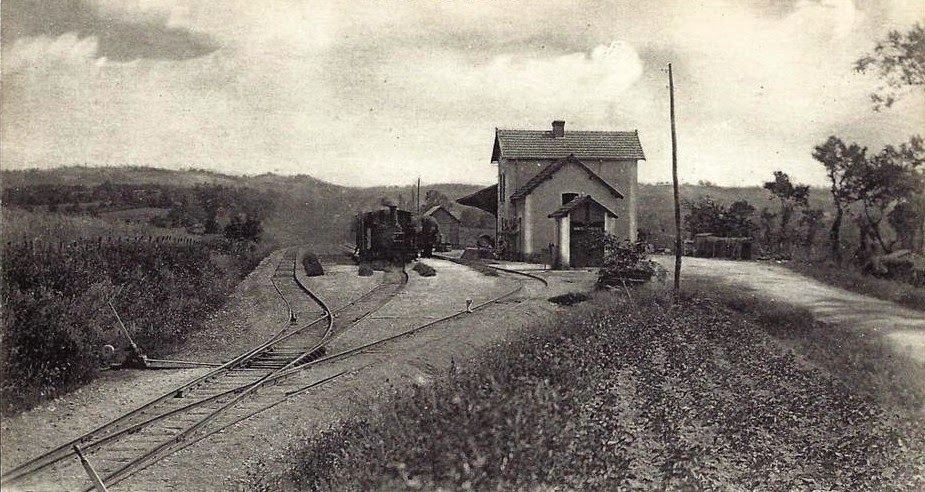
Ancienne gare d'Isserpent avec sa voie d'évitement

La ligne de chemin de fer de Lapalisse au Mayet-de-Montagne à voie unique et métrique traversait la commune avec un arrêt à la gare d'Isserpent. Un tunnel, à la limite de la commune de Nizerolles au lieu-dit La Croix-Rouge, passait sous la route du Mayet. Longue de 23 km, la ligne et la gare sont ouvertes le 1er août 1906. Son exploitation cesse pour cause de déficit chronique en 1939 comme la plupart des lignes du réseau ferré secondaire de l'Allier à voie métrique dont elle faisait partie, réseau exploité par la Société générale des chemins de fer économiques (SE).

## Toponymie
La commune doit son nom (également attesté en Issarpans, Yssarpent, Isserpans, Desserpenz et enfin Isserpent) à une des plus anciennes familles nobles du Bourbonnais, la maison d'Isserpent.
Un Jean d'Isserpent (Johant d'Issarpant) est attesté en avril 1301 sur l'aveu d'un fief sur Servilly

## Politique et administration
Le maire sortant a été réélu à l'issue des élections municipales de 2014, avec trois adjoints élus au conseil municipal, puis en 2020.
| Période                                  | Période                   | Identité     | Étiquette | Qualité              |
| ---------------------------------------- | ------------------------- | ------------ | --------- | -------------------- |
| Les données manquantes sont à compléter. |                           |              |           |                      |
| 1995                                     | En cours (au 25 mai 2020) | Louis Salles | DVD       | Agriculteur retraité |

## Population et société

### Démographie
Les habitants de la commune sont appelés les Isserpentois et les Isserpentoises,.
L'évolution du nombre d'habitants est connue à travers les recensements de la population effectués dans la commune depuis 1793. Pour les communes de moins de 10 000 habitants, une enquête de recensement portant sur toute la population est réalisée tous les cinq ans, les populations de référence des années intermédiaires étant quant à elles estimées par interpolation ou extrapolation. Pour la commune, le premier recensement exhaustif entrant dans le cadre du nouveau dispositif a été réalisé en 2008.

En 2022, la commune comptait 560 habitants, en évolution de +6,67 % par rapport à 2016 (Allier : −1,38 %, France hors Mayotte : +2,11 %).
| 1793 | 1800 | 1806 | 1821 | 1831 | 1836 | 1841 | 1846  | 1851 |
| ---- | ---- | ---- | ---- | ---- | ---- | ---- | ----- | ---- |
| 743  | 753  | 785  | 794  | 955  | 807  | 896  | 1 018 | 985  |

| 1856  | 1861  | 1866  | 1872  | 1876  | 1881  | 1886  | 1891  | 1896  |
| ----- | ----- | ----- | ----- | ----- | ----- | ----- | ----- | ----- |
| 1 102 | 1 065 | 1 033 | 1 136 | 1 234 | 1 300 | 1 300 | 1 291 | 1 268 |

| 1901  | 1906  | 1911  | 1921 | 1926 | 1931 | 1936 | 1946 | 1954 |
| ----- | ----- | ----- | ---- | ---- | ---- | ---- | ---- | ---- |
| 1 229 | 1 317 | 1 108 | 992  | 946  | 914  | 902  | 843  | 842  |

| 1962 | 1968 | 1975 | 1982 | 1990 | 1999 | 2006 | 2008 | 2013 |
| ---- | ---- | ---- | ---- | ---- | ---- | ---- | ---- | ---- |
| 761  | 677  | 569  | 536  | 511  | 485  | 493  | 494  | 517  |

| 2018 | 2022 | - | - | - | - | - | - | - |
| ---- | ---- | - | - | - | - | - | - | - |
| 544  | 560  | - | - | - | - | - | - | - |

### Enseignement
Isserpent dépend de l'académie de Clermont-Ferrand. Elle gère une école élémentaire publique.
Hors dérogations à la carte scolaire, les collégiens sont scolarisés à Lapalisse et les lycéens à Cusset, au lycée Albert-Londres.

## Culture locale et patrimoine

### Lieux et monuments
- L'église Saint-Bonnet d'Isserpent de style néo-gothique du XIXe siècle (1875-1878), construite à l'emplacement de l'ancien château fort du village.
- Grande motte fossoyée relevée par Charles-Laurent Salch[26].
- Châteauroux, un manoir avec deux tours tronquées et reste de logis en granit rose, XIIIe siècle, rebâti fin XVIe siècle, remanié au XVIIe. poivrières, escalier à vis en pierre de Volvic.
- Les Brigauds, logis à toit à la Mansart, XVIIe siècle.
- Beauplan, maison bourgeoise avec parc, XIXe siècle.
- La Pierre qui danse, mégalithe de l'époque néolithique, situé à 5 km à l'est du bourg au-dessus du village de Gadet.
- Le souterrain-refuge de la Carrière. On y descend par des escaliers taillés à même le granite. Dans l'ouvrage en partie effondré, on distingue encore dans la salle principale des boucles taillées dans la roche.

### Personnalités liées à la commune
- Gilbert Ruet de La Motte, né le 22 avril 1754 à Isserpent et décédé en 1792 à Paris, député de l'Allier à l'Assemblée nationale législative (1791-1792).

### Héraldique
|  | Les armes de la commune se blasonnent ainsi : D’or au lion d’azur, armé, lampassé et couronné de gueules. |

## Pour approfondir